# Abdichtpfropfen
Ein Abdichtpropfen dient zum Verschließen kleiner Lecks in Flüssigkeitsbehältern. Abdichtpropfen werden meistens von der Feuerwehr eingesetzt.

## Materialien
Meistens bestehen Abdichtpropfen aus Holz oder Gummi, allerdings sind auch solche aus Teflon erhältlich.

## Anwendung
Abdichtpfropfen sind leicht konisch und werden mit der spitzen Seite zuerst in die beschädigte Stelle eingetrieben. Da diese Beschädigungen nicht immer komplett rund sind, ist die Kombination mit Abdichtpaste sinnvoll.